# العلاقات التوغوية المارشالية
العلاقات التوغولية المارشالية هي العلاقات الثنائية التي تجمع بين توغو وجزر مارشال.

## مقارنة بين البلدين
هذه مقارنة عامة ومرجعية للدولتين:
| وجه المقارنة                                              | توغو            | جزر مارشال                     |
| --------------------------------------------------------- | --------------- | ------------------------------ |
| المساحة (كم2)                                             | 56.78 ألف       | 181                            |
| عدد السكان (نسمة)                                         | 7.80 مليون      | 53.13 ألف                      |
| الكثافة السكانية (ن./كم²)                                 | 137.37          | 29.35 ألف                      |
| العاصمة                                                   | لومي            | ماجورو                         |
| اللغة الرسمية                                             | لغة فرنسية      | لغة إنجليزية، اللغة المارشالية |
| العملة                                                    | فرنك غرب أفريقي | دولار أمريكي                   |
| الناتج المحلي الإجمالي (بليون دولار)                      | 4.81 مليار      | 199.40 مليون                   |
| الناتج المحلي الإجمالي (تعادل القوة الشرائية) بليون دولار | 10.67 مليار     | 207.25 مليون                   |
| الناتج المحلي الإجمالي الاسمي للفرد دولار أمريكي          | 559             | 3.38 ألف                       |
| الناتج المحلي الإجمالي للفرد دولار أمريكي                 | 1.43 ألف        | 3.80 ألف                       |
| مؤشر التنمية البشرية                                      | 0.484           |                                |
| رمز المكالمات الدولي                                      | +228            | +692                           |
| رمز الإنترنت                                              | .tg             | .mh                            |
| المنطقة الزمنية                                           | 00              | ت ع م+12:00                    |

## منظمات دولية مشتركة
يشترك البلدان في عضوية مجموعة من المنظمات الدولية، منها:
| علم المنظمة | اسم المنظمة                                 | تاريخ انضمام توغو | تاريخ انضمام جزر مارشال |
| ----------- | ------------------------------------------- | ----------------- | ----------------------- |
|             | البنك الدولي للإنشاء والتعمير               | 1 أغسطس 1962      | 21 مايو 1992            |
|             | يونسكو                                      | 17 نوفمبر 1960    | 30 يونيو 1995           |
|             | الاتحاد الدولي للاتصالات                    | 14 سبتمبر 1961    | 22 فبراير 1996          |
|             | مؤسسة التمويل الدولية                       | 4 سبتمبر 1962     | 23 سبتمبر 1992          |
|             | منظمة الشرطة الجنائية الدولية               | ?                 | ?                       |
|             | مؤسسة التنمية الدولية                       | 21 أغسطس 1962     | 19 يناير 1993           |
|             | الأمم المتحدة                               | 20 سبتمبر 1960    | 17 سبتمبر 1991          |
|             | مجموعة دول أفريقيا والكاريبي والمحيط الهادئ | ?                 | ?                       |
|             | منظمة حظر الأسلحة الكيميائية                | ?                 | ?                       |